# Майский (Яранский район)
 Майский  — посёлок в Яранском районе Кировской области в составе Кугушергского сельского поселения.

## География
Расположен на расстоянии примерно 30 км по прямой на юг от города Яранск у железнодорожной линии Зелёный Дол-Яранск.

## История
Известен с 1950 года как Майский лесоучасток (233 хозяйства и 660 жителей), в 1989 оставалось 4 постоянных жителя .

## Население
Постоянное население составляло 15 человек (русские 86%) в 2002 году, 4 в 2010.